# A kék lovag kalandjai
A kék lovag kalandjai (eredeti cím: Przygody Błękitnego Rycerzyka) 1983-ban bemutatott egész estés lengyel rajzfilm, melynek azonos című televíziós sorozata alapján készült. 
Lengyelországban 1984. február 1-jén, Magyarországon 1987. november 12-én mutatták be a mozikban.

## Szereplők
| Szereplő        | Eredeti hang         | Magyar hang |
| --------------- | -------------------- | ----------- |
| Kék lovag       | Michał Bajor         | ?           |
| Földesúr        | Piotr Fronczewski    | ?           |
| Mól             | Wiesław Michnikowski | ?           |
| Lódarázs        | Andrzej Stockinger   | ?           |
| Motyli királynő | Ewa Kania            | ?           |
| Hercegnő        | Joanna Szczepkowska  | ?           |
| Paź Királyné    | Mirosław Konarowski  | ?           |
| Hangya          | Hanna Mikuć          | ?           |
| Őz              | Andrzej Gawroński    | ?           |
| Tawulec gróf    | Krzysztof Kołbasiuk  | ?           |
| Kórus           | Alibabki (zespół)    | ?           |